# Neotis heuglinii
L'otarda di Heuglin (Neotis heuglinii) è una specie di uccello della famiglia Otididae. Vive in Gibuti, Eritrea, Etiopia, Kenya e Somalia.